# Im Wischen
Im Wischen ist ein Naturschutzgebiet in der niedersächsischen Stadt Melle im Landkreis Osnabrück.
Das Naturschutzgebiet mit dem Kennzeichen NSG WE 195 ist 13 Hektar groß. Es liegt am Südhang des Limberges, südlich des Wiehengebirges im Ravensberger Hügelland und östlich der Meller Berge. Im östlichen Teil des Naturschutzgebietes hat sich ein Quellbach zum Teil tief in den sandigen Untergrund eingegraben, wodurch ein schluchtartiges Kerbtal entstanden ist. An den Hängen sickert an zahlreichen Stellen Quellwasser hervor. 
In dem feuchten Tal wie auch dem westlich gelegenen benachbarten Talbereich, der zum Einzugsgebiet des Baches zählt, wächst Erlen-Eschenwald, der an den Talflanken in Buchenwald übergeht.
Im Westen des Naturschutzgebietes schließt sich Grünland an die bewaldeten Flächen an, oberhalb des Naturschutzgebietes befindet sich eine Sandgrube. Der Bereich zwischen den beiden Tälern ist inzwischen mit Bauschutt verfüllt und wird von der Natur langsam zurückerobert. Der Wald im Norden des Naturschutzgebietes ist entwidmet.
Das Gebiet steht seit dem 20. Mai 1989 unter Naturschutz. Zuständige untere Naturschutzbehörde ist der Landkreis Osnabrück.